# Orientogomphus armatus
Orientogomphus armatus là loài chuồn chuồn trong họ Gomphidae. Loài này được Chao & Xu mô tả khoa học đầu tiên năm 1987.